# Scartichthys crapulatus
Scartichthys crapulatus är en fiskart som beskrevs av Williams, 1990. Scartichthys crapulatus ingår i släktet Scartichthys och familjen Blenniidae. IUCN kategoriserar arten globalt som livskraftig. Inga underarter finns listade i Catalogue of Life.